# La Trèna
La Trèna (en francès Latresne) és un municipi francès situat al departament de la Gironda i a la regió de la Nova Aquitània.

## Demografia
| 1962                                       | 1968  | 1975  | 1982  | 1990  | 1999  | 2007  |
| ------------------------------------------ | ----- | ----- | ----- | ----- | ----- | ----- |
| 1.969                                      | 2.175 | 3.025 | 3.266 | 3.142 | 3.195 | 3.306 |
| Des de 1962: població sense dobles comptes |       |       |       |       |       |       |

## Administració
| Període   | Identitat                | Partit |
| --------- | ------------------------ | ------ |
| 1995-2005 | François-Xavier Michelet |        |
| 2005-2008 | Christian Gilleron       |        |
| 2008-     | Francis Delcros          |        |